# Бокхолт-Ханредер
Бокхолт-Ханредер (њем. Bokholt-Hanredder) општина је у њемачкој савезној држави Шлезвиг-Холштајн. Једно је од 49 општинских средишта округа Пинеберг. Према процјени из 2010. у општини је живјело 1.253 становника. Посједује регионалну шифру (AGS) 1056008.

## Географски и демографски подаци
Бокхолт-Ханредер се налази у савезној држави Шлезвиг-Холштајн у округу Пинеберг. Општина се налази на надморској висини од 13 метара. Површина општине износи 8,6 km². У самом мјесту је, према процјени из 2010. године, живјело 1.253 становника. Просјечна густина становништва износи 146 становника/km².

## Међународна сарадња
| Мјесто             | Држава    | Врста сарадње | Од    |
| ------------------ | --------- | ------------- | ----- |
| Старгард Шчећињски | Пољска    | партнерство   | 1993. |
| Рајсио             | Финска    | партнерство   | 2000. |
|                    | Француска | партнерство   | 1987. |
| Извор              |           |               |       |